# Alejandro Peña Esclusa
Alejandro Peña Esclusa (3 de julho de 1954) é um político venezuelano e foi candidato a presidente da Venezuela em 1998, quando obteve 2.424 votos, ou 0,04% do total. Líder venezuelano da NGO Fuerza Solidaria (desde maio de 2001) e presidente do pan-Lan-American NGO UnoAmérica (desde dezembro de 2008). Um dos membros fundadores do movimento LaRouche. Nos anos de 1980, foi co-fundador do Partido Venezuelano dos Trabalhadores (Partido Laboral Venezoelano – PLV), como o braço venezuelano da LaRouche no Comitê Internacional Caucus do Trabalho (International Caucus of Labor Committees), moldado no Partido dos Trabalhadores dos Estados unidos de LaRouches. Concorreu à presidência duas vezes. Foi colunista do jornal Ultimas Notícias e Diario de Caracas (de 1988 à 1998), foi também correspondente do jornal argentino La Nueva Provincia. É um forte opositor do governo chavista da Venezuela, desde 1994, e um crítico que constantemente fazia denúncias de fraudes nas eleições em seu país. Também denunciava o Foro de São Paulo e suas atividades. Atualmente encontra-se preso em prisão domiciliar pelo governo autoritário instalado na Venezuela. Esse evento fez que o filósofo Olavo de Carvalho gravasse uma mensagem em espanhol pedindo a libertação de seu amigo. Em 2008 fundou na Colômbia a UnoAmerica.

## Vida Pessoal
Peña Esclusa nasceu em 3 de juhlo de 1954, em Washington D. C., filho do general do exército venezuelano, Enrique Peña Briceño. Graduou-se em engenharia mecânica pela Universidad Simón Bolívar, em 1977, em 1980 pós graduou-se em finanças pelo Instituto de Estudios Superiores de Administración (IESA). Em 1978, ganhou o campeonato nacional de Karate. Peña Esclusa é casado com Indira Ramirez desde 1989 e tem três filhas.

## Carreira Política
Peña Esclusa teve seu despertar político em 1984, quando investigou as crenças de vários partidos políticos com a intenção de filiar-se em algum deles, mas não achou nada satisfatório. Em 1985, ajudou a distribuir o livro de Lydon LaRouche, Narcotráfico S. A., e por volta de 1988, tornou-se o líder do Partido Laboral Venezolano, partido no qual foi cofundador, tendo como modelo o U.S. Labor Party. 

## Oposição a Hugo Chávez
De acordo com sua esposa, Alejandro Peña Esclusa tem sido um oponente de Hugo Chávez, desde que ele acusou Chávez de ser o líder para Fidel Castro, em um livro em 1994. Publicou um artigo em 1995, atacando o Foro de São Paulo, no qual o Movimento V República, de Chávez, tornou-se membro naquele mesmo ano. Peña Esclusa entrou na corrida presidencial venezuelana em 1998, como candidato pelo Partido Laboral Venezolano, e também foi candidato em outra ocasião. Anunciou sua candidatura em julho de 1998, com Chávez já como primeiro candidato. Ele focou na denúncia à Chávez e em alertar dos perigos de elegê-lo. Peña Esclusa recebeu menos de 0,1% dos votos. Em 28 de julho de 2000, Peña Esclusa acusou formalmente Chávez de traição, denunciando-o ao advogado geral, que rejeitou sua acusação.
Em maio de 2001, Peña Esclusa fundou o NGO Fuerza Solidaria. Essa organização tinha por slogan “No to Cubanization!” (Não a Cubanização!), e organizou uma força de protestos políticos contra Chávez, incluindo uma em frente à embaixada de Cuba em fevereiro de 2002.

## Controvérsias
De acordo com o site do Ministério de Comunicações e Informações Venezuelanas, Peña Esclusa foi o cabeça de um grupo radical conservador, anti-comunista e cristão, denominado Tradicíon, Familia y Propriedad (TFP), do qual foi banido em 1984, quando seus planos de assassinar o então Papa João Paulo II, durante sua visita à Venezuela, foram descobertos. Peña Esclusa negou qualquer ligação com a TFP.
Em junho de 2009 o então Ministro Venezuelano de Relações Internacionais, Nicolás Maduro, descreveu Peña Esclusa como um homem que “gastou toda a sua vida colado na CIA e em inúmeras manifestações e movimentos violentos, incluindo o golpe militar de 2002 contra Hugo Chávez, e é também membro de alas da extrema direita que moveram-se para a América Central por muito tempo, ao lado de Luis Posada Carriles, um terrorista protegido pela sistema de justiça Norte Americano e procurado na Venezuela”.

## Livros Publicados em Português
O Continente da Esperança - Editora É Reaizações, 2006.